# دان سوئیزی
دان سوئیزی (انگلیسی: Don Swayze؛ زادهٔ ۱۰ اوت ۱۹۵۸) هنرپیشه اهل ایالات متحده آمریکا است. وی از سال ۱۹۸۳ میلادی تاکنون مشغول فعالیت بوده‌است.
از فیلم‌ها یا برنامه‌های تلویزیونی که وی در آن نقش داشته است، می‌توان به تب چمنزار اشاره کرد.